# Chantal Thomas
Chantal Marie Louise Jeanine Thomas (Lyon, 1945), es una novelista, ensayista, dramaturga, guionista, especialista en literatura y universitaria francesa.
Fue elegida miembro de la Academia francesa el 28 de enero de 2021, sucede a Jean d'Ormesson en el asiento 12.

## Biografía
Chantal Thomas nació en Lyon en 1945 y pasó su niñez y adolescencia en Arcachón.
Doctora en Letras en 1991, enseñó en varias universidades estadounidenses y es directora de investigación en el CNRS. Especialista en el siglo XVIII, en particular de Sade, Casanova y María Antonieta. Fue conocida por el gran público con su libro Adiós a la reina (Les Adieux à la reine) que recibió el premio Femina en 2002, y luego adaptado en cine por Benoît Jacquot (2012, Premio Louis-Delluc).
Sus novelas, traducidas con éxito en numerosos países, comprenden también Le Testament d’Olympe y L'Échange des princesses llevada a la pantalla por Marc Dugain en 2017, película en la que Thomas coescribió el guion con el realizador. Publicó  en 2017 Souvenirs de la marée basse que cuenta la discreta insumisión de su madre y su amor incondicional por la natación liberadora. En el teatro, sus textos, El palacio de la reina e Isla flotante, fueron representados y puestos en escena por Alfredo Arias, en Francia y en Argentina. Arias también creó una versión coreográfica de ntercambio de princesas : Las Noces de l'Enfant Roi, presentado en Versalles en el marco del festival de las Fêtes de nuit.
Mensualmente escribe una crónica en el periódico Sud Ouest. Algunos de estos escritos publicados entre 2014 y 2018, fueron editados en 2020 bajo el título Café Vivre. chroniques en passant.
Es miembro del Jurado del premio Femina. 
Thomas recibió en 2014 el gran premio de la Societé des Gens de Lettres por toda su obra, el premio Roger-Caillois de literatura francesa y, en 2015, el premio Príncipe-Pierre-de-Mónaco. Fue reconocida con la Orden de las Artes y las Letras y la Orden Nacional del Mérito.
En 2020, se presentó como candidata a la Academia francesa y en 2021 sucedió a Jean d'Ormesson. Es la décima mujer en ingresar.

## Televisión
En 2015 participó en la emisión Secreta de Historia dedicada a Giacomo Casanova, titulada Casanova, l'amour à Venise, difundida el 20 de octubre de 2015 en France 2.

## Publicaciones

### Ensayos
- Sade, L'œil de la lettre, 1978.
- Casanova, Un voyage libertin, 1985.
- Don Juan ou Pavlov, Essai sur la communication publicitaire, 1987. Con Claude Bonnange,
- La Reine scélérate, Marie-Antoinette dans les pamphlets, 1989 - En español: La reina desalmada, El Aleph, 1998.
- Thomas Bernhard , 1990.
- Sade, 1994.
- Un air de liberté. Variations sur l'esprit du xviiie siècle, 2014. Premio de Ensayos de la Academia francesa, 2014

- Pour Roland Barthes, 2015.

### Relatos
- Comment supporter sa liberté, 1998 - En español: Cómo soportar la libertad, Tusquets, 1999.
- Souffrir, 2003
- Chemins de sable, Conversation avec Claude Plettner, 2006
- Jardinière Arlequin : Conversations avec Alain Passard, 2006
- L'Esprit de conversation, 2011
- Cafés de la mémoire, 2008
- Souvenirs de la marée basse, 2017
- East Village Blues, photographies de Allen S. Weiss, 2019
- Café Vivre. chroniques en passant, 2020

### Ficciones
- La Vie réelle des petites filles, 1995
- Les Adieux à la reine, 2002 - En español: Adiós a la reina, Roca, 2005.
- La Lectrice-adjointe suivi de Marie-Antoinette et le théâtre (théâtre), 2003.
- L’Île flottante, 2004.
- Apolline ou l'École de la providence, 2005.
- Le Palais de la reine (théâtre), 2005
- Le Testament d'Olympe , 2010
- L'Échange des princesses, 2013

### Guion
- 2017 : L'Échange des princesses de Marc Dugain
- 2019 : Dernier Amour de Benoît Jacquot

## Premio y distinciones literarias
- Premio de Ensayos de la Academia francesa, 2014
- Premio Roger-Caillois, categoría Premio de literatura francesa, 2014.[11]
- Premio literario Príncipe-Pierre-de-Mónaco, 2015.[12]
- Finalista del Premio de la novela de los estudiantes France Culturae-Télérama 2017 por Souvenirs de la marée basse.[13]
- premio Vaudeville 2019 para East Pueblo Blues.